# A32-es autópálya (Olaszország)
Az A32-es autópálya, más néven a  Frejus autópálya, vagy egyszerűen csak a Torino-Bardonecchia 72,4 km hosszú. Olaszországot és Franciaországot köti össze a Frejus alagúton keresztül. 

## Történet
Építése a Frejus alagút átadása után kezdődött, 1980-ban. 1983-ban adták át Savoulx és az alagút között.1987-ben nyílt meg a  Deveys-Savoulx szakasz. 1990-ben további szakaszok nyíltak meg: az Avigliana-Bussoleno és a Rivoli-Avigliana.
1992-ben fejeződtek be a legnehezeb szakasz, a Susa Est- Deveys építési munkálatai, majd 1994-ben a maradék szakaszokat is átadták. 

## Az útvonal

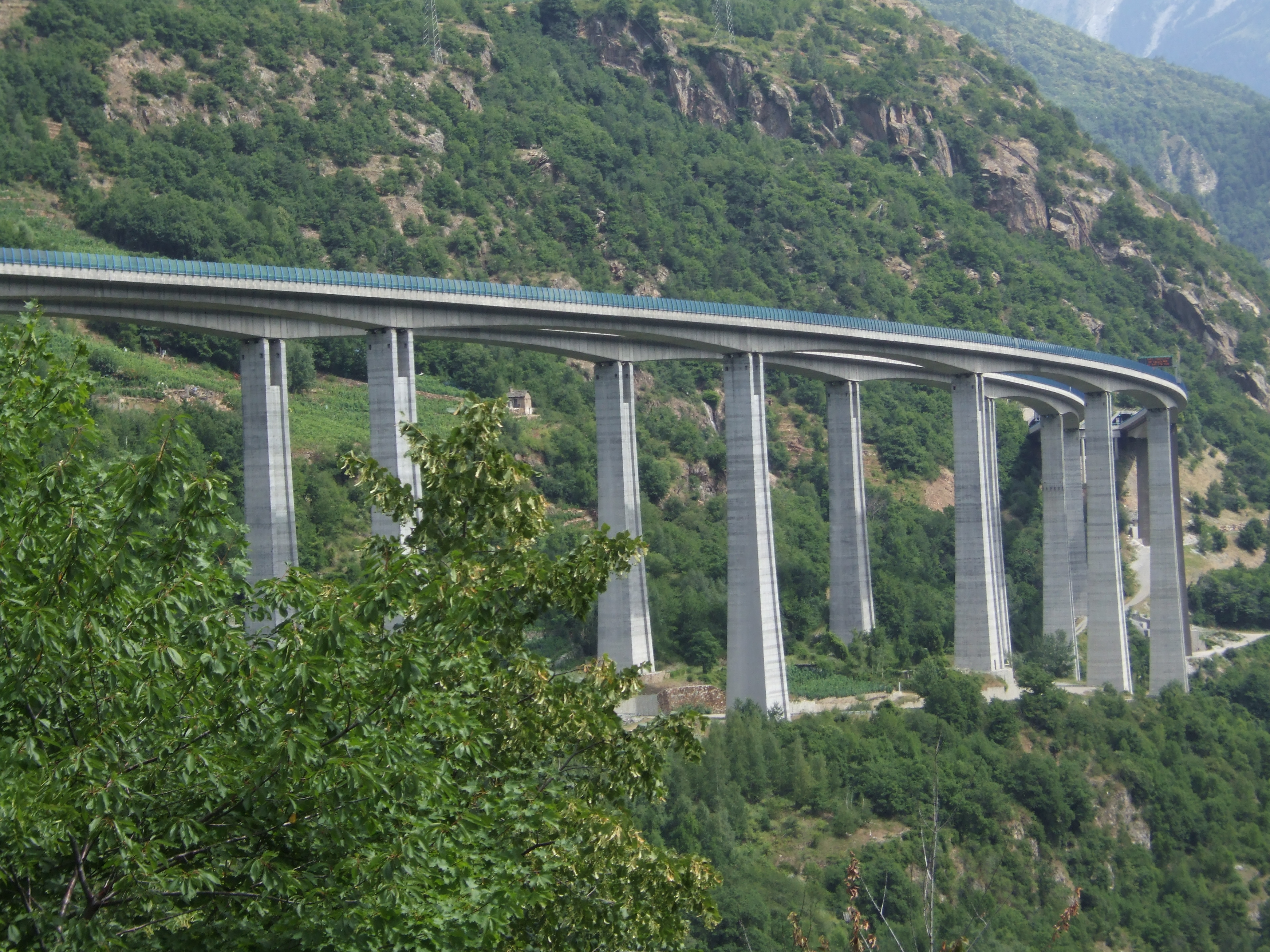
A Ramat viadukt, Chiomonte

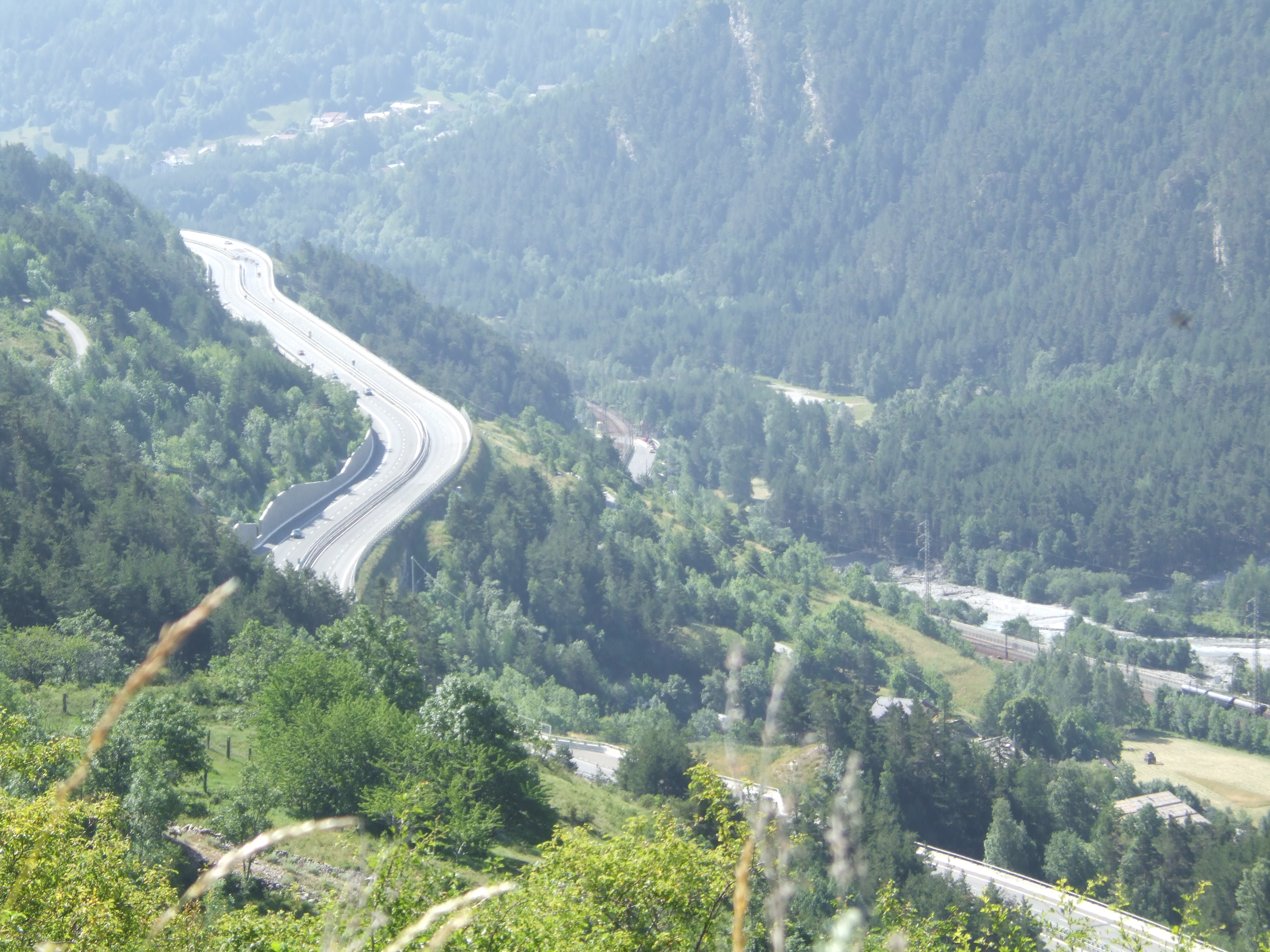
Az A32 Beaulard közelében

| TORINO - FREJUS Autostrada del Frejus |                                                |      |      |       |            |
| Típus                                 | Jelzés                                         | ↓km↓ | ↑km↑ | Megye | Európai út |
|                                       | Torino északi körgyűrű                         | -    | -    | TO    |            |
|                                       | Rivoli - Rosta Zona industriale                | 0    | 73   | TO    |            |
|                                       | Avigliana Est                                  | 7    | 66   | TO    |            |
|                                       | Avigliana Ovest - Almese                       | 9    | 64   | TO    |            |
|                                       | Barriera Avigliana                             |      |      | TO    |            |
|                                       | Borgone                                        | 24   | 43   | TO    |            |
|                                       | Chianocco                                      | 28   | 45   | TO    |            |
|                                       | Susa                                           | 35   | 38   | TO    |            |
|                                       | Susa Est Autoporto                             | 36   | 37   | TO    |            |
|                                       | Susa Ovest del Moncenisio - Venaus             | 40   | 33   | TO    |            |
|                                       | "Gran Bosco Salbertrand" pihenőhely            | 54   | 19   | TO    |            |
|                                       | Barriera Salbertrand                           | 57   | 16   | TO    |            |
|                                       | Oulx Est                                       | 59   | 14   | TO    |            |
|                                       | Oulx Ovest                                     | 61,5 | 11,5 | TO    |            |
|                                       | Oulx elkerülő del Monginevro                   |      |      | TO    |            |
|                                       | Savoulx di Bardonecchia                        | 65   | 8    | TO    |            |
|                                       | Bardonecchia di Bardonecchia                   | 72   | 1    | TO    |            |
|                                       | "Frejus" pihenőhely                            | 73   | 0    | TO    |            |
|                                       | Traforo stradale del Frejus                    | -    | -    | -     |            |
|                                       | Maurienne autópálya Államhatár - Franciaország | -    | -    | -     |            |

## Fordítás
- Ez a szócikk részben vagy egészben  az   Autostrada A32 című olasz Wikipédia-szócikk fordításán alapul.  Az eredeti cikk szerkesztőit annak laptörténete sorolja fel. Ez a jelzés csupán a megfogalmazás eredetét és a szerzői jogokat jelzi, nem szolgál a cikkben szereplő információk forrásmegjelöléseként.